# Туккумский уезд
Ту́ккумский уезд (с 1920 — Ту́кумсский уезд; латыш. Tukuma apriņķis) — бывшая административно-территориальная единица в составе Курляндской губернии (1819—1918), позднее Латвийской Республики (1920—1940) и Латвийской ССР (1940/1944-1949). Административный центр — город Туккум (Тукумс).

## История
Уезд был создан в 1819 году в результате территориально-административной реформы. Включал 1 город и 25 волостей.. По состоянию на 1925 год, площадь уезда составляла 2544 км².

## Население
По переписи 1897 года население уезда составляло 51 076 человек, в том числе в Туккуме — 7555 жит.

### Национальный состав
Национальный состав по переписи 1897 года:
- латыши — 45 456 чел. (89,0 %),
- евреи — 2717 чел. (5,3 %),
- немцы — 2201 чел. (4,3 %),

## Административное деление
В 1913 году в уезде было 28 волостей: 
| - Абаусгофская, - Альт-Ауцская, - Альт-Мокенская, - Аиненгофская, - Бененская, - Бикстенская, - Блиденская, - Вадакская, - Грендзенская, - Грос-Ауцская, | - Илевская, - Ирмлауская, - Лестенская, - Ней-Ауцская, - Нейенбургская, - Петертальская, - Правенгенская, - Ремтенская, - Ренгенгофская, | - Семенская, - Струтельнская, - Стургофская, - Туккумская, - Тумменская, - Церкстенская, - Шламненская, - Шникернская, - Экендорфская |